# Montigné-le-Brillant
Montigné-le-Brillant ist eine französische Gemeinde mit 1.342 Einwohnern (Stand: 1. Januar 2022) im Département Mayenne in der Region Pays de la Loire; sie gehört zum Arrondissement Laval und zum Kanton L’Huisserie. Die Einwohner werden Montignéens und Montignéennes genannt.

## Geographie
Montigné-le-Brillant liegt etwa sechs Kilometer südsüdöstlich des Stadtzentrums von Laval am Vicoin, in den hier sein Zufluss Paillardière einmündet. Umgeben wird Montigné-le-Brillant von den Nachbargemeinden Saint-Berthevin im Norden, Laval im Nordosten, L’Huisserie im Osten, Nuillé-sur-Vicoin im Südeostn und Süden, Astillé im Süden und Südwesten sowie Ahuillé im Westen.

## Bevölkerungsentwicklung

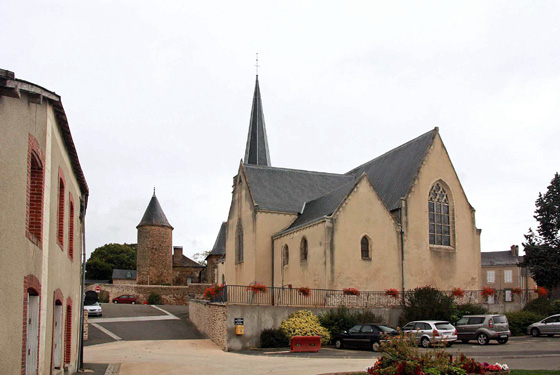
Kirche Saint-Georges

| Jahr                       | 1962 | 1968 | 1975 | 1982 | 1990 | 1999 | 2006 | 2019 |
| Einwohner                  | 601  | 559  | 616  | 825  | 1038 | 1088 | 1247 | 1322 |
| Quellen: Cassini und INSEE |      |      |      |      |      |      |      |      |

## Sehenswürdigkeiten
- Kirche Saint-Georges aus dem 16. Jahrhundert
- Pfarrhaus von 1736
- Reste der Burg Verger, um 1500 erbaut
- Schlösser L’Ardrier, Varaimbault und La Vilatte aus dem 18. Jahrhundert und später
- Mühlen

## Persönlichkeiten
- Georges Bruley des Varannes (1864–1943), Bischof von Monaco (1920–1924), Titularerzbischof von Claudiopolis in Honoriade (1924–1943), geboren in Montigné-le-Brillant
- Marcel Duchemin (* 1944), ehemaliger französischer Radrennfahrer, geboren in Montigné-le-Brillant